# Кюнтен
Кюнтен (нім. Künten) — громада  в Швейцарії в кантоні Ааргау, округ Баден.

## Географія
Громада розташована на відстані близько 85 км на північний схід від Берна, 22 км на схід від Аарау.
Кюнтен має площу 4,9 км², з яких на 12,9% дозволяється будівництво (житлове та будівництво доріг), 56,4% використовуються в сільськогосподарських цілях, 27% зайнято лісами, 3,7% не є продуктивними (річки, льодовики або гори).

## Демографія
2019 року в громаді мешкало 1795 осіб (+13% порівняно з 2010 роком), іноземців було 16,3%. Густота населення становила 367 осіб/км².
За віковим діапазоном населення розподілялося таким чином: 21,3% — особи молодші 20 років, 62,6% — особи у віці 20—64 років, 16% — особи у віці 65 років та старші. Було 725 помешкань (у середньому 2,5 особи в помешканні).
Із загальної кількості 409 працюючих 46 було зайнятих в первинному секторі, 122 — в обробній промисловості, 241 — в галузі послуг.